# Мраковица
Мраковица је предио и врх Козаре у њеном средишњем дијелу, на висини од 804 метара.
На сјеверозападној падини Мраковице изграђена је скијашка стаза са лифтом дужине 800 м.

## Географија
Из мјеста Козарац, које се налази на магистралном путу Приједор-Бањалука и јужним обронцима Козаре, води асфалтирани пут до самог врха Мраковице. Пут је дуг око 12 км, а због самог терена изграђен је прилично изувијано, са великим бројем серпентина. На неколико мјеста, обично на прелазима из једне серпентине у другу, пут прелази преко бетонских мостића, под којим протичу козарачки потоци, који се у појединим периодима године претварају у праве мале рјечице.
На два километра пред самим врхом Мраковице, пут се рачва. Лијеви пут води даље ка Титовој вили, у којој је Јосип Броз наводно преноћио само једном. Тај луксузни објекат, преузела је влада Републике Српске, и у њему се рјеђе одржавају састанци. Објекат је увијек под полицијским надзором.
Други, десни дио пута води до под сам врх и ту се стапа са великим паркингом хотела на Мраковици. Хотел на Мраковици је током рата упропашћен од стране вандала из околних села, тако да од њега, осим зидова и крова, није остало скоро ништа. 2005. године, приватник је купио и реновирао хотел.
Када се приступи паркингу, хотел се налази на његовој источној страни, а западно од великог паркинга се налазе огромне степенице, дужине око 200-300 м, које воде на сами врх Мраковице. Међутим до врха се може доћи и аутом, када се од великог паркинга крене путем који се даље одваја сјеверно и кружи око Мраковице (мање од 1 км) до истоименог врха. На највишој тачки Мраковице (804 м) налази се монументално здање, споменик слободе.

## Култура
На Мраковици се традиционално окупљао велики број људи на Дан борца, 4. јула, на Дан народног устанка, 27. јула, и на Дан младости, 25. маја. Данас, највећа окупљања на Мраковици су на 1. мај, када масе људи из Приједора, Бањалуке и осталих мјеста долазе да прославе празник рада, на овом козарачком врху. На Мраковици се сваке три године додјељује књижевна награда „Књижевни вијенац Козаре“.

## Споменик
Огромни споменик на Мраковици је рад академског умјетника Душана Џамоње, свједочанство о традиционалној слободољубивости народа овог краја. Поред споменика се налази Меморијални зид на коме су уклесана имена 9.921 југословенских партизана, а историчари су до сада сакупили податке о 33.398 знаних цивилних жртава, што није коначан број побијених. Поред споменика налази се и Спомен-крст.